# Конвой PQ-1
PQ-1 — арктический конвой времён Второй мировой войны.
Второй малый океанский тихоходный специальный конвой, отправленный в СССР 29 сентября 1941 года, в 18:45 GMT из Хвалфьордура (Исландия), со стратегическими грузами (алюминий, каучук и медь) и военной техникой из США, Канады и Великобритании. 11 октября 1941 года он прибыл в Архангельск без потерь.

## Состав конвоя
Конвой состоял из 10 торговых судов загруженных стратегическим сырьем (20 танками и 193 истребителями Hawker Hurricane, разобранных и упакованных в ящики) и одного вспомогательного судна RFA Black Ranger (A163), загруженного топливом. Охранением конвоя шли военные корабли военно-морского флота Великобритании.

### Грузовые суда конвоя
Торговые суда, тоннажем свыше 3200 тонн:
| Список грузовых судов конвоя PQ-1 | Список грузовых судов конвоя PQ-1 | Список грузовых судов конвоя PQ-1 | Список грузовых судов конвоя PQ-1 | Список грузовых судов конвоя PQ-1 | Список грузовых судов конвоя PQ-1 | Список грузовых судов конвоя PQ-1 | Список грузовых судов конвоя PQ-1 | Список грузовых судов конвоя PQ-1 | Список грузовых судов конвоя PQ-1 | Список грузовых судов конвоя PQ-1 |
| № п/п                             | Название судна русское            | Название судна английское         | Тип судна                         | Страна флага                      | № в ордере (CR)                   | Тоннаж (брт)                      | Год закладки                      | Груз                              | Экипаж/потери                     | Дополнительная информация |
| --------------------------------- | --------------------------------- | --------------------------------- | --------------------------------- | --------------------------------- | --------------------------------- | --------------------------------- | --------------------------------- | --------------------------------- | --------------------------------- | --- |
| 1                                 | «Капира»                          | SS Capira                         | грузовое судно                    | Панама                            | 11                                | 5625                              | 1920                              | Стратегический груз               |                                   | Прибыл в Архангельск 11 октября. |
| 2                                 | «Атлантик»                        | SS Atlantic                       | грузовое судно                    | Великобритания                    | 21                                | 5414                              | 1939                              | Стратегический груз               |                                   | Коммодор группы торговых судов. Прибыл в Архангельск 11 октября.                                                                                          |
| 3                                 | «Норд Кинг»                       | SS North King                     | грузовое судно                    | Панама                            | 31                                | 4934                              | 1903                              | Стратегический груз               |                                   | Вице-коммодор группы торговых судов. Прибыл в Архангельск 11 октября.                                                                                     |
| 4                                 | «Ельна II»                        | SS Elna II                        | грузовое судно                    | Великобритания                    | 41                                | 3221                              | 1903                              | Стратегический груз               |                                   | Прибыл в Архангельск 11 октября. |
| 5                                 | «Блайрнэвис»                      | SS Blairnevis                     | грузовое судно                    | Великобритания                    | 12                                | 4155                              | 1930                              | Стратегический груз               |                                   | Прибыл в Архангельск 11 октября. |
| 6                                 | «Вилле дэ Анверс»                 | SS Ville D'Anvers                 | грузовое судно                    | Бельгия                           | 22                                | 7462                              | 1920                              | Стратегический груз               |                                   | Прибыл в Архангельск 11 октября. |
| 7                                 | «Ривер Афтон»                     | SS River Afton                    | грузовое судно                    | Великобритания                    | 32                                | 5 479                             | 1935                              | Стратегический груз               |                                   | Прибыл в Архангельск 11 октября. |
| 8                                 | «Хармоник»                        | SS Harmonic                       | грузовое судно                    | Великобритания                    | 42                                | 4558                              | 1930                              | Стратегический груз               |                                   | Прибыл в Архангельск 11 октября. |
| 9                                 | «Лорка»                           | SS Lorca                          | грузовое судно                    | Великобритания                    | 23                                | 4875                              | 1931                              | Стратегический груз               |                                   | Прибыл в Архангельск 11 октября. |
| 10                                | «Джемстоун»                       | SS Gemstone                       | грузовое судно                    | Великобритания                    | 33                                | 4986                              | 1938                              | Стратегический груз               |                                   | Прибыл в Архангельск 11 октября. |
| 11                                | «Блэк Рейнджер»                   | RFA Black Ranger (A163)           | флотский танкер                   | Великобритания                    | 43                                | 3417                              | 1941                              | Топливо                           |                                   | В составе конвоя по 4 октября 1941 года, 4 октября вместе с HMS Anthony (H40) присоединился к конвою QP-1. Прибыл в устье реки Клайд 7 октября 1941 года. |

### Эскорт
| Список судов охранения конвоя PQ-1                                                                   | Список судов охранения конвоя PQ-1                                                                   | Список судов охранения конвоя PQ-1                                                                   | Список судов охранения конвоя PQ-1                                                                   | Список судов охранения конвоя PQ-1                                                                   | Список судов охранения конвоя PQ-1                                                                   | Список судов охранения конвоя PQ-1                                                                   | Список судов охранения конвоя PQ-1 |
| № п/п                                                                                                | Тип                                                                                                  | Номер вымпела                                                                                        | Название судна английское                                                                            | Название судна русское                                                                               | Страна флага                                                                                         | Капитан                                                                                              | Дополнительная информация |
| Сопровождение судов конвоя PQ-1, на протяжении всего маршрута с 29 сентября по 11 октября 1941 года. | Сопровождение судов конвоя PQ-1, на протяжении всего маршрута с 29 сентября по 11 октября 1941 года. | Сопровождение судов конвоя PQ-1, на протяжении всего маршрута с 29 сентября по 11 октября 1941 года. | Сопровождение судов конвоя PQ-1, на протяжении всего маршрута с 29 сентября по 11 октября 1941 года. | Сопровождение судов конвоя PQ-1, на протяжении всего маршрута с 29 сентября по 11 октября 1941 года. | Сопровождение судов конвоя PQ-1, на протяжении всего маршрута с 29 сентября по 11 октября 1941 года. | Сопровождение судов конвоя PQ-1, на протяжении всего маршрута с 29 сентября по 11 октября 1941 года. | Сопровождение судов конвоя PQ-1, на протяжении всего маршрута с 29 сентября по 11 октября 1941 года. |
| --- | --- | --- | --- | --- | --- | --- | --- |
| 1 | Тяжёлый крейсер типа «Кент»                                                                          | 55                                                                                                   | HMS Suffolk                                                                                          | ЕВК «Саффолк»                                                                                        | Великобритания                                                                                       | | |
| 2 | Эсминец типа «A»                                                                                     | H36                                                                                                  | HMS Antelope                                                                                         | ЕВК «Энтелоуп»                                                                                       | Великобритания                                                                                       | | Сопровождал конвой с 29 сентября по 11 октября 1941 года. |
| 3 | Эсминец типа «I»                                                                                     | D11                                                                                                  | HMS Impulsive                                                                                        | ЕВК «Импульсив»                                                                                      | Великобритания                                                                                       | | |
| 4 | Тральщик типа «Хальсион»                                                                             | J22                                                                                                  | HMS Britomart                                                                                        | ЕВК «Бритомарт»                                                                                      | Великобритания                                                                                       | | |
| 5 | Тральщик типа «Хальсион»                                                                             | J63                                                                                                  | HMS Gossamer                                                                                         | ЕВК «Госсамер»                                                                                       | Великобритания                                                                                       | | |
| 6 | Тральщик типа «Хальсион»                                                                             | J93                                                                                                  | HMS Leda                                                                                             | ЕВК «Леда»                                                                                           | Великобритания                                                                                       | | |
| 7 | Тральщик типа «Хальсион»                                                                             | J82                                                                                                  | HMS Hussar                                                                                           | ЕВК «Хузар»                                                                                          | Великобритания                                                                                       | | |
| Сопровождение судов конвоя PQ-1, на начальном этапе.                                                 | | | | | | | |
| 8 | Флотский Танкер                                                                                      | A163                                                                                                 | RFA Black Ranger                                                                                     | «Блэк Рейнджер»                                                                                      | Великобритания                                                                                       | | Танкер с топливом для заправки судов конвоя. Находился в составе конвоя по 4 октября 1941 года, 4 октября вместе с HMS Anthony (H40) присоединился к конвою QP-1. Прибыл в устье реки Клайд 07.10.1941 года. |
| 9 | Эсминец типа «A»                                                                                     | H40                                                                                                  | HMS Anthony                                                                                          | ЕВК «Энтони»                                                                                         | Великобритания                                                                                       | | Сопровождал конвой с 29 сентября по 4 октября 1941 года. Сопровождая танкер RFA Black Ranger (A163), присоединился к конвою QP-1 в этот же день.                                                             |
| Сопровождение судов конвоя PQ-1, на позднем этапе.                                                   | | | | | | | |
| 10                                                                                                   | Эсминец типа «E»                                                                                     | H17                                                                                                  | HMS Escapade                                                                                         | ЕВК Эскападе                                                                                         | Великобритания                                                                                       | | Сопровождал конвой со 2 по 11 октября 1941 года. |
| Сопровождение судов конвоя PQ-1, в прибрежных водах СССР.                                            | | | | | | | |
| 11                                                                                                   | Тральщик типа «Хальсион»                                                                             | J71                                                                                                  | HMS Harrier                                                                                          | ЕВК «Хариер»                                                                                         | Великобритания                                                                                       | | Сопровождал конвой с 10 по 11 октября 1941 года. |
| 12                                                                                                   | Эскадренный миноносец типа «Орфей»                                                                   | | | «Урицкий»                                                                                            | СССР                                                                                                 | | Сопровождал конвой с 10 по 11 октября 1941 года. |
| 13                                                                                                   | Эскадренный миноносец типа «Лейтенант Ильин»                                                         | | | «Валериан Куйбышев»                                                                                  | СССР                                                                                                 | | Сопровождал конвой с 10 по 11 октября 1941 года. |

## Использованная литература и источники
- * Брайан Бетэм Скофилд. Русские конвои = Schofield, B.B. The Russian Convoys. — London: B.T. Batsford Ltd., 1964 / Перевод с английского А. Г. Больных. — М.: АСТ, 2003. — 288 с. — (Военно-историческая библиотека). — 5000 экз. — ISBN 5-17-018720-3.